# Dolná Trnávka
Dolná Trnávka es un municipio del distrito de Žiar nad Hronom en la región de Banská Bystrica, Eslovaquia, con una población estimada a final del año 2024 de 356 habitantes.
Se encuentra ubicado al noroeste de la región, en el valle del río Hron —un afluente izquierdo del Danubio— y cerca de la frontera con las regiones de Nitra y Trenčín.

## Demografía
| Año        | 1994 | 2004    | 2014    | 2024    |
| ---------- | ---- | ------- | ------- | ------- |
| Población  | 346  | 366     | 340     | 356     |
| Diferencia |      | +5,78 % | −7,10 % | +4,70 % |

| Año        | 2023 | 2024    |
| ---------- | ---- | ------- |
| Población  | 354  | 356     |
| Diferencia |      | +0,56 % |